# 雲雀恭彌
雲雀恭彌（日语：／ Hibari Kyōya）是日本漫畫家天野明所著的漫畫作品《家庭教師HITMAN REBORN!》及其改編作品中的角色，也是本作的主要角色之一。在故事中，他通常被描述成一位反英雄。他不屑與主角或他的朋友為伍，以並盛中學風紀委員會委員長的身份靠暴力在自己的學校內或鎮上維持秩序。口頭禅為「咬殺（咬み殺す）」。
自雲雀在故事中出現後，他便廣受讀者的喜愛，在作品所連載的《週刊少年Jump》所舉辦的最受歡迎人物投票中二度奪冠。

## 人物
他是並盛中學風紀委員會委員長，以犯罪的方式維持秩序，儘管學生和居民很害怕他、但也尊重和依賴他，因為他的存在是對其它麻煩人物的威脅。他以學校為傲，以校歌作為自己的手機鈴聲，唯一比此更為自豪的是他自己的自尊心，他可以為了與曾經擊敗他的六道骸對決而忽略學校建築物的傷害。
他不喜歡成群結黨的人、經常會說要將他們咬殺。除了有資格與他一戰的對手以外、他對其它角色並不關心。他的這些特質吸引了里包恩的注意、並讓他成為彭哥列家族的雲之守護者，是能保護家族免受外部威脅、但又保有獨立力量的人。儘管他看似冷漠而暴力，但他對小動物和孩童很友善。

## 劇中表現
日常篇
作為熱愛學校的並盛中學風紀委員會委員長，雲雀自然不能容忍學校裡存在有像阿綱那樣的問題學生，他監視著彭格列的守護者們，也無形中與他們產生了友誼，默默地守護著他們 。
VS黑曜篇
知道並盛學生遭莫名攻擊後，獨自一人前往黑曜中學進行討伐，擊敗除了六道骸以外的黑曜學生(蘭奇亞等主要黑曜學生尚未登場)，與六道骸交手中遭打敗（因夏馬爾先前使用的三叉戟蚊引起的櫻暈症）並囚禁於密室中。
而後被重傷的獄寺用炸藥救出，即使身受重傷卻仍以壓倒性的實力擊敗犬和千種後再戰六道骸並展現其驚人的意志力。
VS瓦利亞篇
由澤田家光授予守護澤田綱吉及成為主要家族成員證明的雲之半彭哥列戒指的擁有者，迪諾作為他的家庭教師。本身對戒指及黑手黨完全沒有興趣，是因為守護者的戰鬥成了他最好的戰鬥理由，其後因里包恩答應「如果先參加爭奪戰，就有可能與六道骸再次對決」而加入戰鬥。
在嵐之戰結束後對破壞學校的瓦利亞部隊非常不滿，其後在雲之戰中不費吹灰之力便打敗了哥拉·莫斯卡，並與瓦利亞首領XANXUS戰鬥，在天空之戰中靠著自己的力量打倒柱子拿到雲之彭哥列戒指為自己解毒，與貝爾非戈爾對決鬥之後把嵐之彭哥列戒指拿給了獄寺，不過也因此受重傷。在替山本解毒後與山本換手休息。
最後阿綱成為正統繼任者，雲雀也正式獲得作為守護者證據的雲之彭哥列戒指。事後曾把雲之彭哥列戒指丟給迪諾，但是迪諾還給雲雀並告訴雲雀將來一定用得到它。是七名彭哥列戒指持有者中第一個會使用戒指火焰的人。
未來篇
- 未來篇

10年後的世界一樣的強，里包恩說他是最強的守護者。十年後以昔日並盛中學風紀委員會組成彭哥列家族秘密財團進行對世界七大不可思議的研究，特別是匣子研究。在彭哥列基地外另建屬於自己的基地，平日禁止外人進入（包括彭哥列成員）。
持續關注著六道骸的行動，曾與骸梟在意大利有幾次接觸，並且似乎持續接收六道骸洩漏出來關於米爾菲歐雷的情報。受了里包恩委託而成為了阿綱修業間的家庭教師，以極端嚴格的方式為阿綱進行特訓。
- 未來篇X

在阿綱等人潛入對方基地的同時，一個人負責對付對方派來的大軍。在與幻騎士的戰鬥中和十年前的雲雀調換。本來不會使用戒指及匣子進行戰鬥，但在草壁的提點下學會，後因給雲刺蝟注入過多火焰而使雲刺蝟暴走，波及到了入江的「白色裝置」所在研究室。
之後和其他支援阿綱的彭哥列成員一起被入江關起來，在阿綱到達研究室後，被釋放且得知入江是彭哥列在米爾菲歐雷的臥底，並連帶得知這個臥底計畫的計畫者其中之一即是十年後的雲雀。
- 未來決戰篇

在阿綱等人回到彭哥列基地時失去蹤影，之後十年後迪諾提及已和雲雀碰頭，而且兩人已經開始特訓。跟迪諾一眾人碰上了雛菊，在最後一刻出現並打開彭哥列匣子，型態變化是初代雲之守護者的武器「被傳頌為不被任何事物束縛，貫徹己道浮雲的 阿諾德的手銬。」
把手銬拘在雛菊身上，但是雛菊切斷了自身的手腕，然後再用「晴」屬性的活性使手腕再長出來而逃脫手銬，不過第二次利用「雲」的增殖能力把手銬增加，就像枷鎖一樣困著雛菊，「雲」屬性的增殖速度比雛菊自斷的速度還要更快，因此勝出。
最後因阿綱領悟出覺悟而出現的彭哥列一世令七枚彭哥列戒指解除封印，得到原版雲之彭哥列戒指。
繼承式篇
準備於彭哥列首領繼承式中成為彭哥列第十代雲之守護者。於繼承日受襲，為引出敵人而偽造的「罪」被毀。雖真正的「罪」為於地下室，並由七種屬性的火炎盾保護著，但亦被敵人擊破，「罪」亦被西蒙家族得手。
得知西蒙家族為拿回「罪」而參加繼承式。亦得知攻擊山本的人是西蒙家族。聯同阿綱與西蒙家族第十代首領-古里炎真展開戰鬥，被壓倒性打敗，彭哥列戒指被粉碎。因應阿綱的要求，彭哥列戒指交由神秘人塔爾波修復及升級。
從身上放出了極限的火炎，將彭哥列戒指升級成雲之手鐲Ver.X。尊嚴是『風紀』。
彩虹的詛咒篇
接受一平的師父「風」的邀請加入其陣營。在第一場戰事之中，前往咬殺獄寺等人欲阻止其協助阿綱，被雲雀不屑的態度激怒的了平，因為大意反被雲雀輕鬆擊敗，最後獄寺與山本成功逃脫。
在之後的第二戰,在酒店碰上瓦利亞，並輕鬆把路斯利亞、列威和貝爾的手錶弄破，之後和解除詛咒的風與XANXUS和史庫瓦羅展開四人激戰。

## 能力
在整部作品中，雲雀具有數一數二的力量、速度和反應力，他被善於統計和排名的風太認為並盛中學內最強的學生，也被加百羅涅家族的首領迪諾認為是可造之才。他的主要武器是一對拐，內藏鎖鍊和尖刺。
成為彭哥列家族的守護者後，經過戒指爭奪戰後獲得了雲之戒指，雲屬性的死氣之火，顏色為紫色，特色為增殖。在未來篇、雲雀的匣兵器為仿生原型匣的雲之刺蝟，招式為「球針態」與「裏·球針態」
「球針態」:十年後的雲雀曾在對澤田綱吉使用過，因形成球針態時會需要大量的死氣之火，發動後因需維持其形態會燃燒內部氧氣，需要高純度的死氣之火才可從內部破壞。
「裏·球針態」:十年後的雲雀曾對幻騎士使用過，除了同樣有球針態的效果外，內壁會有尖刺，內壁同樣能夠用高純度的死氣之火破壞。
彭哥列匣子:雲之刺蝟Ver.彭哥列，其型態變化為「阿諾德的手銬」，並可以控制手銬的大小和數量來捕捉對手，當束縛對手後、手銬可以收緊直到對手被擠壓至死。

## 角色歌曲
《Sakura addiction／雲雀恭弥 vs 六道骸》（雲雀恭彌編）
| - 發售日：2007年11月7日 - 發行商：PONY CANYON - 商品編號：PCCA-70201 - Oricon排名：最高名次第7名 | 曲目一覽 1. Sakura addiction（雲雀恭弥 vs 六道骸） - 演唱：近藤隆（雲雀恭彌），飯田利信（六道骸） - 作詞：向井隆昭，作曲：向井隆昭、道本卓行，編曲：SPLAY 2. ひとりぼっちの運命（雲雀恭弥） - 演唱：近藤隆（雲雀恭彌） - 作詞：あべさとえ，作曲：上杉洋史，編曲：上杉洋史 3. Sakura addiction（Inst.） 4. ひとりぼっちの運命（Inst.） 5. Sakura addiction（雲雀恭彌獨唱版） |

《孤高のプライド／極限ファイター》
| - 發售日：2009年2月18日 - 發行商：PONY CANYON - 商品編號：PCCG-70033 - Oricon排名：最高名次第9名 | 曲目一覽 1. 孤高のプライド（雲雀恭彌） - 演唱：近藤隆（雲雀恭彌） - 作詞：あべさとえ，作曲：神津裕之，編曲：Gary Newby 2. 極限ファイター（笹川了平） - 演唱：木内秀信（笹川了平） - 作詞：cloe，作曲／編曲：磯崎健史 3. 孤高のプライド（Inst.） 4. 極限ファイター（Inst.） |

《Horizon／晴れた空見上げて》
| - 發售日：2009年12月2日 - 發行商：PONY CANYON - 商品編號：PCCG-70060 - Oricon排名：最高名次第21名 | 曲目一覽 1. Horizon（雲雀恭彌） - 演唱：近藤隆（雲雀恭彌） - 作詞／作曲／編曲：向井隆昭 2. 晴れた空見上げて（笹川了平） - 演唱：木内秀信（笹川了平） - 作詞／作曲：木内秀信，編曲：瀬川英史 3. Horizon（Inst.） 4. 晴れた空見上げて（Inst.） |